# Подвійне відношення
Подві́йне відно́шення (або складне́ відно́шення або застаріле ангармонічне відношення) четвірки чисел {\displaystyle a}, {\displaystyle b}, {\displaystyle c}, {\displaystyle d} (дійсних чи комплексних) визначається як
{\displaystyle (ab,cd)={\frac {c-a}{c-b}}:{\frac {d-a}{d-b}}.}

## Властивості
- Подвійне відношення зберігається при дробово-лінійних перетвореннях, зокрема не залежить від вибору координат на прямій.
- {\displaystyle (ab,cd)={\frac {1}{(ba,cd)}}={\frac {1}{(ab,dc)}}=1-(ac,bd)}
- {\displaystyle (ab,cd)(ab,de)=(ab,ce)}

## Варіації та узагальнення
Подвійним (або складним) відношенням четвірки точок {\displaystyle A}, {\displaystyle B}, {\displaystyle C}, {\displaystyle D}, що лежать на одній (дійсній або комплексній) прямій, називають число
{\displaystyle (AB,CD)={\frac {c-a}{c-b}}:{\frac {d-a}{d-b}},}
де через {\displaystyle a}, {\displaystyle b}, {\displaystyle c}, {\displaystyle d} позначені координати точок {\displaystyle A}, {\displaystyle B}, {\displaystyle C}, {\displaystyle D} відповідно.
Подвійне відношення не залежить від вибору координати на прямій. Часто пишуть також так:
{\displaystyle (AB,CD)={\frac {AC}{BC}}:{\frac {AD}{BD}},}
припускаючи, що через {\displaystyle AC/BC} (відповідно {\displaystyle AD/BD}) позначено відношення направлених відрізків.
- Подвійне відношення четвірки точок на прямій зберігається при проєктивних перетвореннях площини або простору.

Подвійним відношенням четвірки прямих {\displaystyle a}, {\displaystyle b}, {\displaystyle c}, {\displaystyle d}, що проходять через одну точку, називають число
{\displaystyle (ab,cd)=\pm {\frac {\sin(a,c)}{\sin(b,c)}}:{\frac {\sin(a,d)}{\sin(b,d)}},}
знак якого вибирається таким чином: якщо один з кутів, утворених прямими {\displaystyle a} та {\displaystyle b}, не перетинається з жодною з прямих {\displaystyle c} або {\displaystyle d} (у цьому випадку кажуть, що пара прямих {\displaystyle a} та {\displaystyle b} не розділяє пару прямих {\displaystyle c} та {\displaystyle d}), то {\displaystyle (ab,cd)>0}; в протилежному випадку {\displaystyle (ab,cd)<0}.
- Нехай четвірка прямих {\displaystyle a}, {\displaystyle b}, {\displaystyle c}, {\displaystyle d} проходить через точку {\displaystyle O}, а пряма {\displaystyle \ell } не містить {\displaystyle O}.

Вважатимемо, що прямі {\displaystyle a}, {\displaystyle b}, {\displaystyle c}, {\displaystyle d} перетинаються з {\displaystyle \ell } відповідно в точках {\displaystyle A}, {\displaystyle B}, {\displaystyle C} та {\displaystyle D}.
Тоді 
- {\displaystyle (ab,cd)=(AB,CD).}